# Owczarki (Lubiszewo Tczewskie)
Owczarki – mała osada kociewska śródleśna w Polsce położona w województwie pomorskim, w powiecie tczewskim, w gminie Tczew.
W latach 1975–1998 miejscowość administracyjnie należała do województwa gdańskiego.
Inne miejscowości o nazwie Owczarki: Owczarki